# 米涅
米涅（法語：Migné，法語發音：[miɲe]）是法国安德尔省的一个市镇，位于该省中西部，属于勒布朗区。

## 地理
米涅（46°43'0"N, 1°19'1"E）面积56.32 平方千米，位于法国中央-卢瓦尔河谷大区安德尔省，该省份为法国中部省份，北起卢瓦-谢尔省，西北接安德尔-卢瓦尔省，西南接维埃纳省，南至克勒兹省和上维埃纳省，东临谢尔省。
与米涅接壤的市镇（或旧市镇、城区）包括：希特赖、锡龙、梅奥贝克、布雷讷地区梅济耶尔、尼雷勒费龙、罗奈、布雷讷地区圣米歇尔、旺德夫尔。

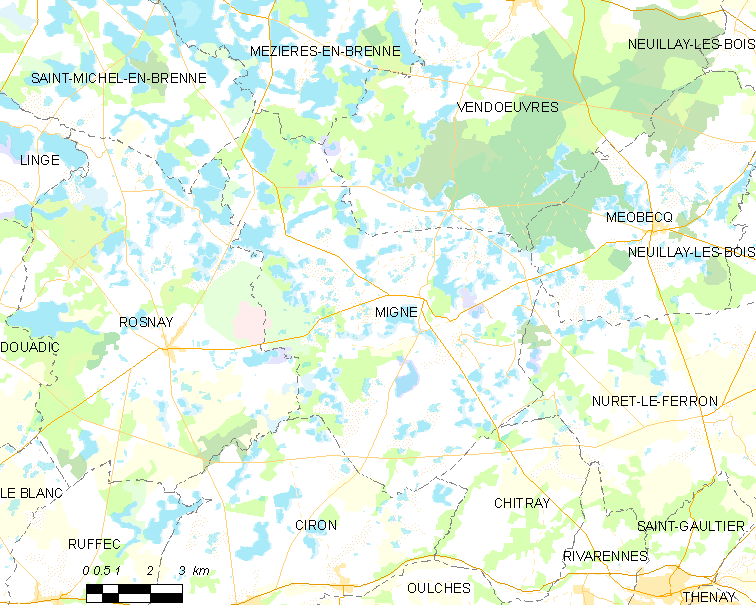
米涅的OSM定位图

米涅的时区为UTC+01:00、UTC+02:00（夏令时）。

## 行政
米涅的邮政编码为36800，INSEE市镇编码为36124。

## 政治
米涅所属的省级选区为圣戈捷县。

## 人口

1962-2008年间米涅人口变化图示

米涅于2022年1月1日时的人口数量为228人。